# Myst (seria)
Myst – seria przygodowych gier komputerowych wydawanych w latach 1993–2005. Fabuła obraca się wokół prawie wymarłej rasy D'ni potrafiącej tworzyć połączenia z innymi światami, dzięki opisywaniu tych światów w specjalnych księgach. Przez takie światy, zwane Wiekami, wędruje główny bohater serii.
Saga składa się z następujących części:
- Myst (1993)
- Riven: The Sequel to Myst (1997)
- Myst III: Exile (2001)
- Uru: Ages Beyond Myst (2003)
  - Uru: To D'ni – pierwszy oficjalny dodatek
  - Uru: The Path of the Shell – drugi oficjalny dodatek
  - Myst Online: Uru Live (2004) – gra online
- Myst IV: Objawienie (2004)
- Myst V: Koniec Wieków (2005)

Ponadto wydano:
1. Myst Masterpiece Edition (1996) – pierwsza część Myst z poprawioną 24-bitową grafiką
2. realMYST (2000) – pierwsza część Myst na silniku 3D
3. Myst 10th Anniversary Collection (2003) – wydanie zawierające Myst Masterpiece, Riven, Myst III: Exile
4. Uru Complete Collection (2005) – wydanie zawierające Uru: Ages Beyond Myst, Uru: To D'ni i Uru: The Path of the Shell
5. realMyst: Masterpiece Edition (2014) – ulepszona graficznie edycja realMYST

David Wingrove we współpracy z twórcami, Randem i Robynem Millerem, napisał trzy powieści osadzone w uniwersum Myst: Księga Atrusa (1995), Księga Ti'any (1996) i Book of D'ni (1997), które zostały wydane w zbiorczym tomie The Myst Reader (2004). Zapowiedziana także została czwarta powieść o tytule The Book of Marrim.
W październiku 2014 roku ogłoszono, że firmy Cyan Worlds i Legendary Entertainment wyprodukują wspólnie serial telewizyjny na podstawie serii oraz towarzyszącą mu grę komputerową, która rozszerzy jego fabułę.

## Odbiór
| Gra                       | GameRankings | Metacritic |
| ------------------------- | ------------ | ---------- |
| Myst                      | 88%          | —          |
| Riven: The Sequel to Myst | 84,60%       | 83         |
| Myst III: Exile           | 76,99%       | 83         |
| Uru: Ages Beyond Myst     | 76,19%       | 79         |
| Myst Online: Uru Live     | 82,67%       | 78         |
| Myst IV: Objawienie       | 81,49%       | 82         |
| Myst V: Koniec Wieków     | 79,14%       | 80         |